# Кучеровка (Ростовська область)
Куче́ровка (рос. Кучеровка) — хутір у Матвієво-Курганському районі Ростовської області Росії. Входить до складу Великокірсановського сільського поселення.

## Географія
Географічні координати: 47°40' пн. ш. 38°53' сх. д. Часовий пояс — UTC+4.
Відстань до районного центру, селища Матвієв Курган, становить 13 км. Поблизу хутора протікає річка Міус.

### Урбаноніми
- провулки — Городній, Трудовий[2].

## Населення
За даними перепису населення 2010 року на території хутора проживало 2 особи. Частка чоловіків у населенні складала 50% або 1 особа, жінок — 50% або 1 особа.